# 横浜市立上菅田笹の丘小学校
横浜市立上菅田笹の丘小学校（よこはましりつかみすげたささのおかしょうがっこう）は、神奈川県横浜市保土ヶ谷区上菅田町134-1に存在する公立小学校。
横浜市立上菅田小学校と横浜市立笹山小学校が統合され令和2年4月に開校した。閉校となった横浜市立笹山小学校の校舎を利用した後、横浜市立上菅田小学校の校地に校舎を新設し移転した。

## 概要
令和2年4月1日、横浜市立笹山小学校の生徒数減少に伴い横浜市立上菅田小学校との統合により誕生。
学校教育目標は「自分大好き　仲間大好き　心かがやく上菅田笹の丘小学校」
6学年28クラスに個別支援級1クラスを加えた29クラスが存在する。生徒数は954人（どちらも令和4年4月時点）。
統合後は旧笹山小学校の施設を利用し、その間に旧上菅田小学校校地を改築・改修した。令和6年に旧上菅田小学校校地に移転した。改築中は遠距離通学を強いられる地区が発生したためにスクールバスが運行された。

## 校歌
- 上菅田笹の丘小学校校歌「この学びの庭で」
- 愛唱歌「自由の丘 希望の丘」

## 沿革
- 2017年（平成29年）
  - 4月 - 第1回「上菅田小学校・笹山小学校」通学区域と学校規模適正化等検討部会開催（第5回まで開催）。
  - 10月26日 - 統合決定の意見書が提出される。この日を記念して創立記念日とする。
- 2018年（平成30年）2月 - 上菅田小学校と笹山小学校が上菅田笹の丘小学校に統合することを、横浜市会において可決する。
- 2020年（令和2年）
  - 4月1日 - 横浜市立上菅田笹の丘小学校開校。
  - 4月2日 - 開校式挙行。
  - 4月6日 - 第1回入学式挙行。
  - 10月24日 - 第1回運動会開催。
  - 10月26日 - 第1回創立記念日。
  - 10月27日 - 第1回創立記念式典挙行。
- 2021年（令和3年）
  - 3月5日 - 校歌「この学びの庭で」と愛唱歌「自由の丘 希望の丘」の、お披露目会開催。
  - 3月19日 - 校章お披露目会開催。
  - 3月24日 - 第1回卒業証書授与式挙行。最初の卒業生は132名。

## 通学区域と進学先中学校
出典

### 通学区域
- 保土ケ谷区
  - 新井町（1番地〜113番地、665番地以降）
  - 上菅田町（1番地〜1537番地）
  - 西谷1丁目（全域）
  - 西谷2丁目（1番〜26番、28番〜30番）
  - 西谷町（958番地〜961番地、964番地〜967番地、968番地2号〜968番地10号、968番地12号〜972番地、976番地〜987番地、995番地〜998番地、1000番地〜1052番地、1053番地4号〜1054番地、1083番地(国道16号以北)、1084番地(国道16号以北)、1085番地(国道16号以北)、1086番地〜1098番地、1175番地〜1188番地、1189番地(国道16号以北)、1191番地、1192番地(国道16号以北)、1231番地〜1236番地、1244番地〜1251番地、1253番地、1254番地、1256番地、1257番地、1260番地〜1267番地、1269番地〜1275番地、1277番地〜1279番地2号、1280番地、1281番地）
- 旭区
  - 川島町（2846番地〜3105番地）
  - 白根2丁目（1番、2番、3番17号〜3番19号、45番30号）

### 進学先中学校
公立中学校に進学する場合
- 横浜市立上菅田中学校
- 横浜市立新井中学校

## アクセス
- 横浜市営バス218系統「上菅田笹の丘小学校前」バス停下車後、徒歩約1分。